# عمقة (مناخة)

تعديل مصدري - تعديل

عمقة هي إحدى قرى عزلة هوزان بمديرية مناخة التابعة لمحافظة صنعاء، بلغ تعداد سكانها 355 نسمة حسب تعداد اليمن لعام 2004.